# Bahnhof Johanngeorgenstadt
Der Bahnhof Johanngeorgenstadt ist eine als Bahnhof klassifizierte Betriebsstelle der Bahnstrecke Johanngeorgenstadt–Schwarzenberg und der hier anschließenden Strecke nach Karlovy Vary (Karlsbad). Er liegt auf dem Gebiet der Stadt Johanngeorgenstadt im sächsischen Erzgebirgskreis. Der Bahnhof Johanngeorgenstadt ist seit seiner Eröffnung im Jahr 1883 Grenzbahnhof zu Österreich-Ungarn bzw. dessen Nachfolgestaaten Tschechoslowakei und Tschechische Republik.

## Lage
Der Bahnhof Johanngeorgenstadt befindet sich im Tal des Schwarzwassers nördlich der Altstadt von Johanngeorgenstadt in einer Höhe von ca. 670 m NHN im Erzgebirge. Unmittelbar am Bahnhof vorbei führt die Straße zum Ortsteil Pachthaus. Der Bahnhof Johanngeorgenstadt ist Ausgangspunkt für den Bergbaulehrpfad Johanngeorgenstadt.

## Anlagen
Der Bahnhof verfügte Stand 2018 über zwei Durchgangsgleise an einem Mittelbahnsteig, ein Kopfgleis aus/in Richtung Schwarzenberg am Hausbahnsteig und ein Abstellgleis.
Das zweigeschossige Empfangsgebäude in Klinkerbauweise steht samt dem einstöckigen südlichen Nebengebäude unter Denkmalschutz. Der nördlich gelegene Güterschuppen wurde 2009 abgebrochen.

## Geschichte

### Vorgeschichte
Schon beim Bau der Obererzgebirgischen Bahn von Zwickau nach Schwarzenberg (1855–1858) war deren Verlängerung weiter über die Landesgrenze nach Böhmen vorgesehen gewesen. Im Staatsvertrag zwischen Sachsen und Österreich vom 24. Dezember 1870 wurde eine Verbindung zwischen Karlsbad und Johanngeorgenstadt dann erstmals konkret benannt. Im Dezember 1873 beantragte die sächsische Staatsregierung den Bau der Bahnstrecke Johanngeorgenstadt–Schwarzenberg im Anschluss an diese Strecke auf Staatskosten. Der Sächsische Landtag genehmigte den Bau der normalspurigen Hauptbahn. Da aufgrund der schwierigen topografischen Gegebenheiten in Böhmen die enormen finanziellen Mittel zum Bahnbau nach der Finanzkrise von 1873 nicht mehr aufgebracht werden konnten, erlosch am 6. Mai 1880 die Konzession auf böhmischer Seite, ohne dass der Bau der Strecke begonnen worden war. Das Projekt der sächsischen Anschlussstrecke Johanngeorgenstadt–Schwarzenberg änderte man nun dahingehend ab, dass nun eine normalspurige Sekundärbahn konzipiert wurde. Die dabei zulässigen engeren Kurvenradien ermöglichten eine kostengünstigere Trassierung, die nun weitgehend ohne teuere Kunstbauten auskam.

### Der Bahnhof Johanngeorgenstadt bis 1945
Im März 1881 begann der Bau der Bahnstrecke Johanngeorgenstadt–Schwarzenberg, am 20. September 1883 wurde sie gleichzeitig mit dem Bahnhof Johanngeorgenstadt eröffnet. Am 5. Mai 1884 verpflichtete sich Sachsen in einem Staatsvertrag mit Österreich, den Bahnhof Johanngeorgenstadt zu einem Grenzbahnhof umzugestalten, wenn die Strecke nach Karlsbad gebaut werden würde. Die Anbindung nach Böhmen wurde schließlich als Hauptbahn zweiter Klasse durch die Eisenbahn Karlsbad–Johanngeorgenstadt realisiert. Den Umbau der Bahnhofsanlagen in Johanngeorgenstadt und den Bau des kurzen auf sächsischem Gebiet liegenden Abschnitts Landesgrenze–Johanngeorgenstadt übernahm dabei der sächsische Staat. Am 1. April 1899 wurde die Bahnstrecke Karlsbad–Johanngeorgenstadt zunächst für den beschränkten Güterverkehr eröffnet, ab 15. Mai 1899 verkehrten dann auch Reisezüge. Die Betriebsführung auf dem Abschnitt Landesgrenze–Johanngeorgenstadt übernahm die k.k. Staatsbahndirektion Pilsen auf Pachtbasis.
Das Bahnhofsgebäude wurde 1898 abgetragen und durch einen großzügigeren Neubau ersetzt. In Unterjugel wurde das alte Bahnhofsgebäude von Johanngeorgenstadt als Wohnhaus wiederaufgebaut.
Nach dem Anschluss des Sudetenlandes an Deutschland im Herbst 1938 wurde die Bahnstrecke Karlsbad–Johanngeorgenstadt wie alle sudetendeutschen Eisenbahnstrecken zwischen Karlsbad und Reichenberg samt den dort befindlichen Bahnbetriebswerken am 10. Oktober 1938 der Reichsbahndirektion Dresden der Deutschen Reichsbahn unterstellt. Allerdings gab es zunächst auch weiterhin keinen durchgehenden Verkehr über die vormalige Landesgrenze. Später wurde die Strecke in den Fahrplänen als Kursbuchstrecke 171f Schwarzenberg–Neurohlau–Karlsbad/Chodau geführt. Mit Kriegsbeginn endete der Einsatz der Triebwagen auf böhmischer Seite. Im Jahresfahrplan 1944 verkehrten vier Zugpaare durchgehend zwischen Schwarzenberg und Karlsbad, davon eines von und nach Marienbad.

### Der Bahnhof Johanngeorgenstadt 1945 bis 1990

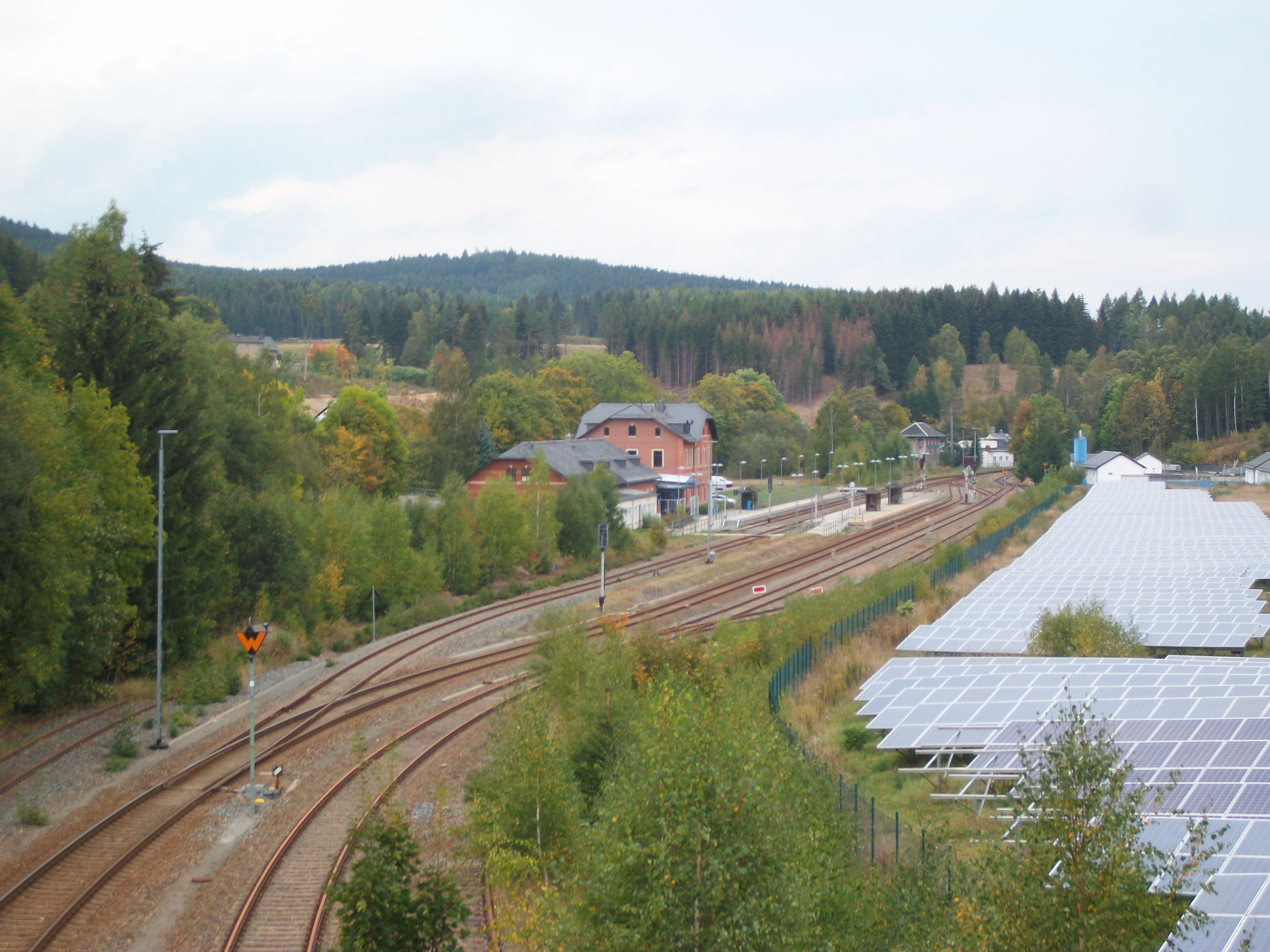
Blick von der Brücke nach Pachthaus auf den Bahnhof Johanngeorgenstadt (2018)

Am Ende des Zweiten Weltkrieges kam der planmäßige Zugverkehr über die wiederhergestellte Staatsgrenze zum Erliegen. Nach 1945 gelangte die Bahnstrecke Karlovy Vary–Johanngeorgenstadt wieder zur Tschechoslowakischen Staatsbahnen (ČSD). Vorerst verkehrten die Züge von Karlovy Vary auch weiterhin bis Johanngeorgenstadt, da im Bahnhof Breitenbach (ab 1948: Potůčky) keine Möglichkeit bestand, die Lokomotiven umzusetzen und neue Betriebsvorräte aufzunehmen. Wenig später wurden dann die nötigen Anlagen nachgerüstet. Fortan endeten alle tschechischen Züge in Potůčky. Bis auf einzelne Dienstfahrten – etwa für Schneeräumeinsätze – fand jedoch kein grenzüberschreitender Zugverkehr mehr statt. Aus strategischen Gründen blieb das grenzüberschreitende Gleis jedoch erhalten.
Als ab 1946 der Uranbergbau der sowjetischen SAG Wismut im Westerzgebirge begann, erlangte die Bahnstrecke Johanngeorgenstadt–Schwarzenberg auf sächsischer Seite innerhalb kürzester Zeit eine herausragende Bedeutung sowohl für die Abfuhr der geförderten Uranerze als auch im Berufsverkehr zu den neu eingerichteten Bergwerksschächten in Johanngeorgenstadt. Zwischen 1948 und 1950 wurde die Strecke für einen zweigleisigen Betrieb ausgebaut, wodurch der Bahnhof Johanngeorgenstadt seine endgültige Größe erhielt. Dabei entstand auch eine neue Ladegleisanlage östlich des alten Bahnhofes, die über eine Doppelkreuzungsweiche unmittelbar an der Staatsgrenze (am Anschluss Eisenwerk Wittigsthal) eingebunden wurde. Neu errichtet wurde zwischen Erlabrunn und Johanngeorgenstadt die Abzweigstelle Georgental. Die hier abzweigende Anschlussbahn führte zu einer Verladeanlage für Uranerz zum Versand in die Sowjetunion. Die Neubaustrecke wurde 1950 fertiggestellt. Am 5. Oktober 1952 wurde die durchgehend zweigleisige Strecke zur Hauptbahn erhoben. Schon wenige Jahre später wurde der Bergbau in Johanngeorgenstadt wieder eingestellt und die Verkehrsleistungen sanken wieder auf ein normales Maß. Am 1. Juli 1964 wurde die Strecke wieder zur Nebenbahn herabgestuft. Zwischen Erla und Johanngeorgenstadt wurde das zweite Gleis in den 1970er Jahren abgebaut. Im Winterfahrplan 1980/81 verkehrten vom Bahnhof Johanngeorgenstadt insgesamt 14 Personenzugpaare, die in der Mehrzahl von und nach Zwickau (Sachs) Hbf durchgebunden waren. Die Reisezeit zwischen Johanngeorgenstadt und Schwarzenberg betrug dabei etwa 35 Minuten, von und nach Zwickau etwa zwei Stunden. In den Wintermonaten fuhren an den Wochenenden zudem zahlreich Wintersport-Sonderzüge nach Johanngeorgenstadt.

### Der Bahnhof Johanngeorgenstadt seit 1990

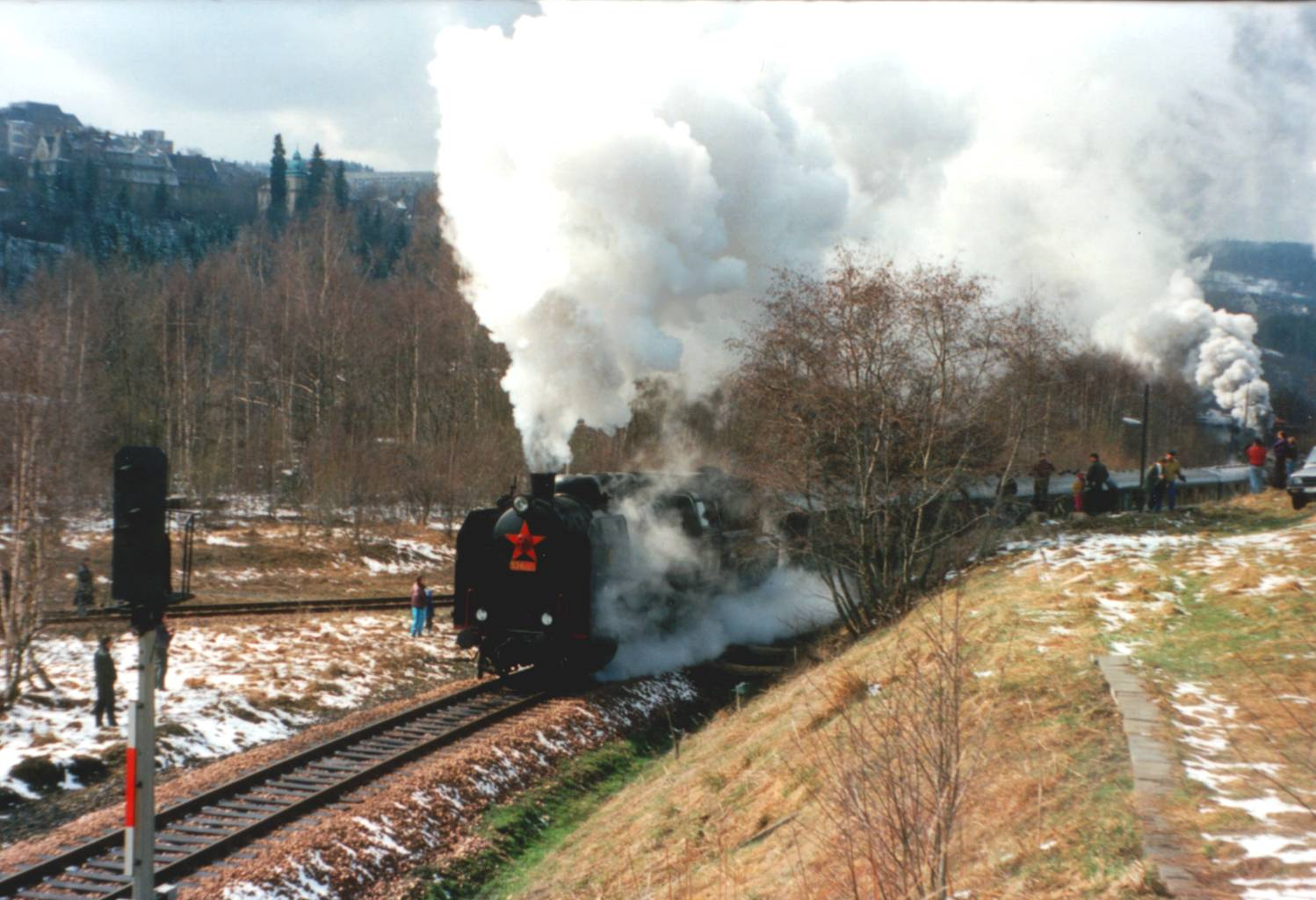
Am 17. April 1992 wurde die grenzüberschreitende Strecke mit einem Sonderzug der ČSD wieder eröffnet; hier an der Staatsgrenze in Johanngeorgenstadt

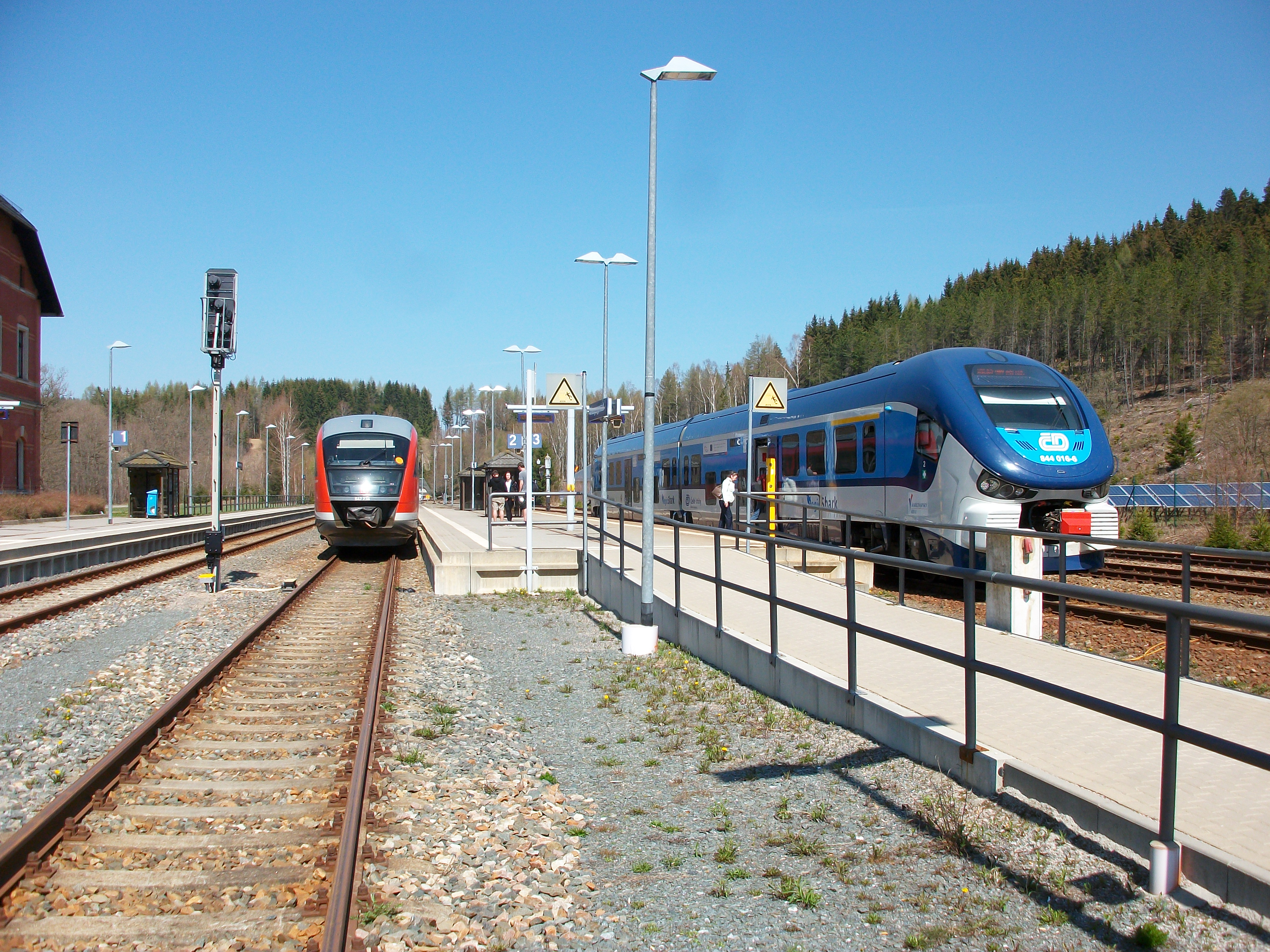
Deutscher und tschechischer Zug im Bahnhof Johanngeorgenstadt (2019)

Neue Perspektiven erhielt der Bahnhof Johanngeorgenstadt mit den politischen Umwälzungen in der DDR und in der Tschechoslowakei in den Jahren 1989 und 1990. Nach Jahrzehnten der Trennung war es der Wunsch beider Seiten, die alten traditionellen Verkehrsverbindungen über die Grenze zu erneuern. Am 17. April 1992 passierte erstmals seit 1945 wieder ein Reisezug die Staatsgrenze bei Johanngeorgenstadt. Zum Fahrplanwechsel im Juni 1992 wurde der planmäßige grenzüberschreitende Reise- und Güterverkehr wieder aufgenommen. Entgegen ursprünglichen Planungen kam es jedoch nicht zum Durchlauf von direkten Zügen der Relation Zwickau–Karlsbad. Im Jahr 1999 wurde der verbliebene Güterverkehr auf beiden Seiten der Grenze eingestellt. Zuletzt wurde vor allem Rohholz transportiert, das in Johanngeorgenstadt verladen wurde. Der durch einen Brand stark beschädigte Bahnhof wurde nach 2000 umfassend instand gesetzt, was auch einen Neubau der Bahnsteige mit einschloss. Die zuletzt dem Holzumschlag dienenden Güterverkehrsanlagen sind heute weitgehend zurückgebaut.
Ab dem Jahre 2000 war vorgesehen, die beiden den Bahnhof Johanngeorgenstadt berührenden Bahnstrecken in den Taktverkehr des EgroNet zu integrieren. Erstmals verkehrten in jenem Jahr durchgehende Regionalexpress-Züge Zwickau–Karlovy Vary über Johanngeorgenstadt. Im Jahresfahrplan 2008 waren an den Wochenenden insgesamt sieben grenzüberschreitende Zugpaare vorgesehen, von denen zwei durchgängig in der Relation Zwickau–Karlovy Vary verkehren. Im Fahrplan 2012 verkehrten auf sächsischer Seite die Regionalbahnen der Erzgebirgsbahn im Einstundentakt, wobei alle Züge von und nach Zwickau (Sachs) Hbf durchgebunden wurden. Einzelne Züge verkehrten am Wochenende in Kooperation mit dem tschechischen Eisenbahnverkehrsunternehmen České dráhy (ČD) in der Relation Zwickau–Karlsbad.

## Verkehrsanbindung

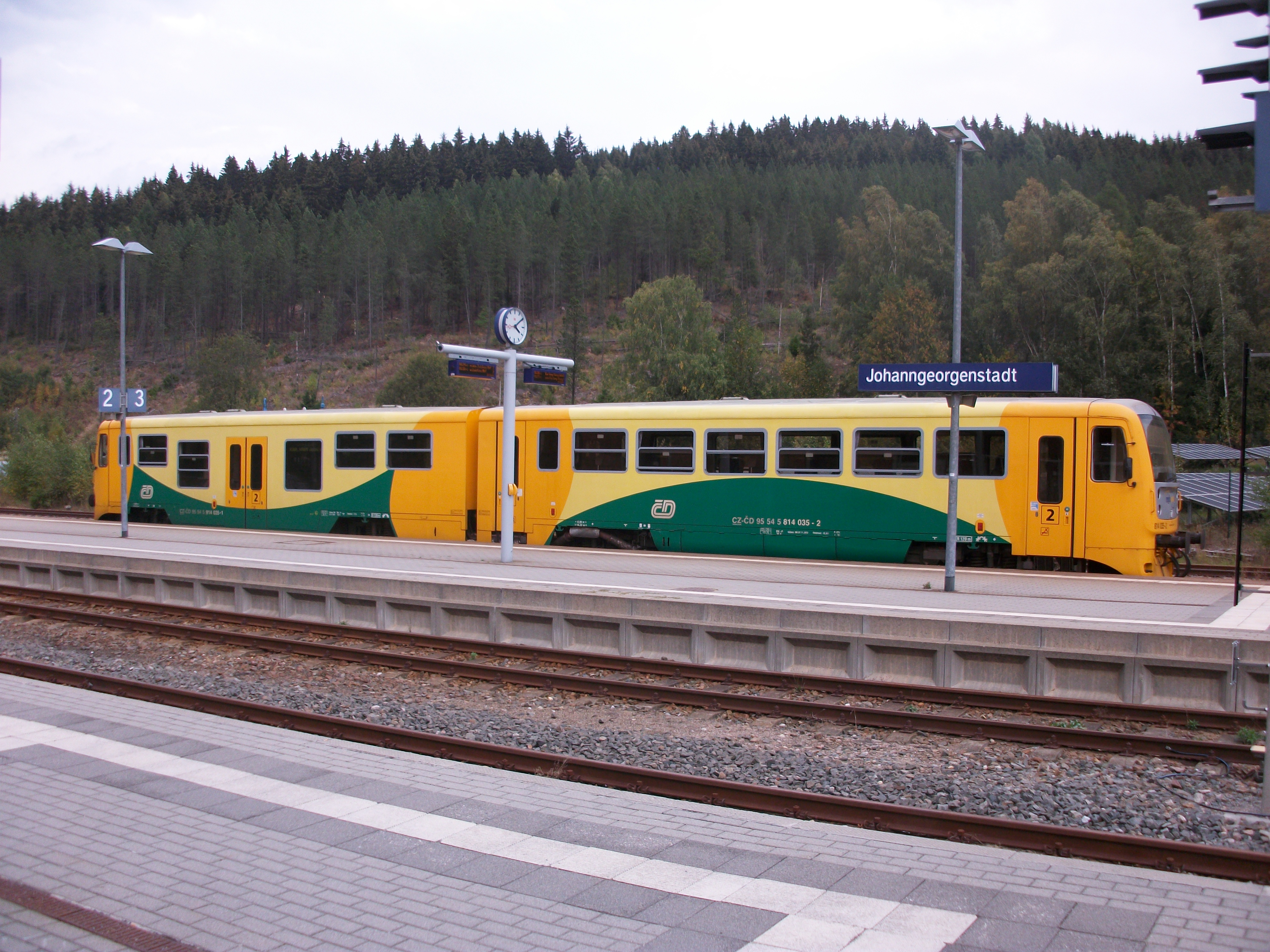
Bahnhof Johanngeorgenstadt, tschechischer Zug nach Karlovy Vary (2018)

Im Fahrplanjahr 2023/24 halten in Johanngeorgenstadt folgende Linien:
| Linie | Linienverlauf                                      | Takt (min)                     | EVU            |
| ----- | -------------------------------------------------- | ------------------------------ | -------------- |
| RB 95 | Zwickau – Aue – Schwarzenberg – Johanngeorgenstadt | 60                             | Erzgebirgsbahn |
| 142   | Potůčky – Johanngeorgenstadt                       | mehrere Züge täglich ohne Takt | České dráhy    |